# Huerta de Rey
Huerta de Rey es un municipio y localidad española de la provincia de Burgos, en la comunidad autónoma de Castilla y León. Se sitúa en la comarca de Sierra de la Demanda y pertenece al partido judicial de Salas de los Infantes.

## Geografía
Dista 80 km de Burgos, capital de su provincia. Dicha localidad se encuentra situada en la Ruta de la Lana y en el Camino del Cid, ruta del destierro del Cid.
Nace en Huerta el río Arandilla de 36 km de longitud que vierte sus aguas al Duero a su paso por Aranda de Duero.
La vegetación del paisaje está compuesta de bosques de pino negral, albar y enebros. Existen variedad de hierbas olorosas y medicinales.
En cuanto al mundo animal, habitan en sus pinares: el corzo, el jabalí, el zorro, la liebre, la ardilla, la garduña, el hurón y el gato montés.
Mamíferos menores: erizos, musarañas, ratones,...
Aves: perdiz común, codorniz, buitre, paloma torcaz, cuervo.
Los minerales más frecuentes en la zona son la caolinita, azurita, malaquita y goethita.

## Historia
En el Censo de Vecindarios de la Corona de Castilla realizado en 1591 se denominaba de igual modo y pertenecía al Partido de los Arauces, incluida en la provincia de Burgos. El partido contaba con 876 vecinos pecheros.

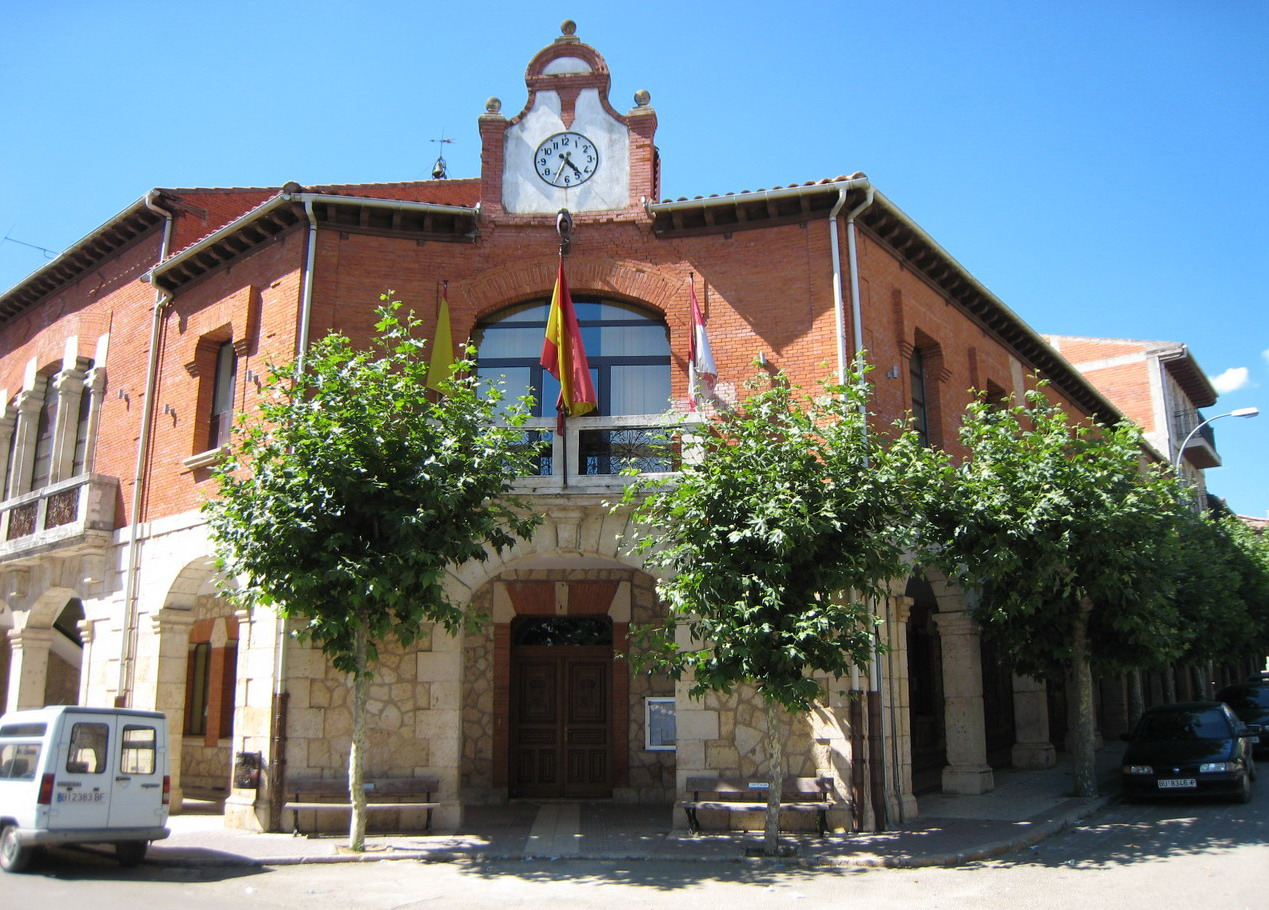
Casa consistorial

Villa perteneciente a la Jurisdicción de Los Arauzos, de realengo, en el partido de Aranda de Duero, con Alcalde Ordinario.
El 13 de diciembre de 1836, durante la Primera Guerra Carlista, la expedición del general carlista Gómez, en su retirada de Algeciras a Orduña, pasó por la localidad. El 14 de octubre de 1837, retirándose los carlistas supervivientes de la Expedición Real, presentaron aquí batalla a las fuerzas isabelinas que los perseguían al mando de Baldomero Espartero, siendo descalabrados, deshaciéndose toda disciplina en la tropa carlista y huyendo cada batallón por separado hacia el territorio vasco-navarro.
El 26 de febrero de 1918 Huerta de Rey sufrió un incendio que afectó a gran parte del pueblo: se quemaron 300 casas y quedaron en la miseria 250 familias.
El 6 de enero de 2012 el pueblo se hace más famoso a nivel nacional al haber tocado, entre sus vecinos, casi en su totalidad el premio gordo de la lotería del Niño.

## Demografía
Huerta del Rey cuenta con una población de 880 habitantes (INE 2024).
| Gráfica de evolución demográfica de Huerta del Rey entre 1842 y 2021 |
| |
| Población de derecho según los censos de población del INE. Población de hecho según los censos de población del INE.En 1978 crece el término del municipio porque incorpora a Hinojar del Rey, Peñalba de Castro y Quintanarraya. |

Distribución de la población
Las entidades de población que componen el término municipal de Huerta de Rey son las siguientes:
| Entidad de Población                                                        | Coordenadas                               | Pob. (2022) | Mapa                                                                              |
| --------------------------------------------------------------------------- | ----------------------------------------- | ----------- | --------------------------------------------------------------------------------- |
| Huerta de Rey                                                               | 41°50′21″N 3°20′49″O / 41.83917, -3.34694 | 642         | \| Huerta de Rey Quintanarraya Hinojar del Rey Peñalba de Castro Clunia Cuerno \| |
| Quintanarraya                                                               | 41°47′12″N 3°20′18″O / 41.78667, -3.33833 | 135         | \| Huerta de Rey Quintanarraya Hinojar del Rey Peñalba de Castro Clunia Cuerno \| |
| Hinojar del Rey                                                             | 41°46′04″N 3°19′46″O / 41.76778, -3.32944 | 51          | \| Huerta de Rey Quintanarraya Hinojar del Rey Peñalba de Castro Clunia Cuerno \| |
| Peñalba de Castro                                                           | 41°47′18″N 3°22′02″O / 41.78833, -3.36722 | 66          | \| Huerta de Rey Quintanarraya Hinojar del Rey Peñalba de Castro Clunia Cuerno \| |
| Diseminados                                                                 |                                           | 2           | \| Huerta de Rey Quintanarraya Hinojar del Rey Peñalba de Castro Clunia Cuerno \| |
| Total                                                                       |                                           | 894         | \| Huerta de Rey Quintanarraya Hinojar del Rey Peñalba de Castro Clunia Cuerno \| |
| Fuente: INE, 2022 y Google Earth                                            |                                           |             |                                                                                   |
| Huerta de Rey Quintanarraya Hinojar del Rey Peñalba de Castro Clunia Cuerno |                                           |             |                                                                                   |

## Cultura

### Patrimonio
Casco urbano y arquitectura popular de entramado de madera, iglesia barroca, plaza de toros y varias ermitas: Arandilla, Los Remedios y San Roque.

### El Toro

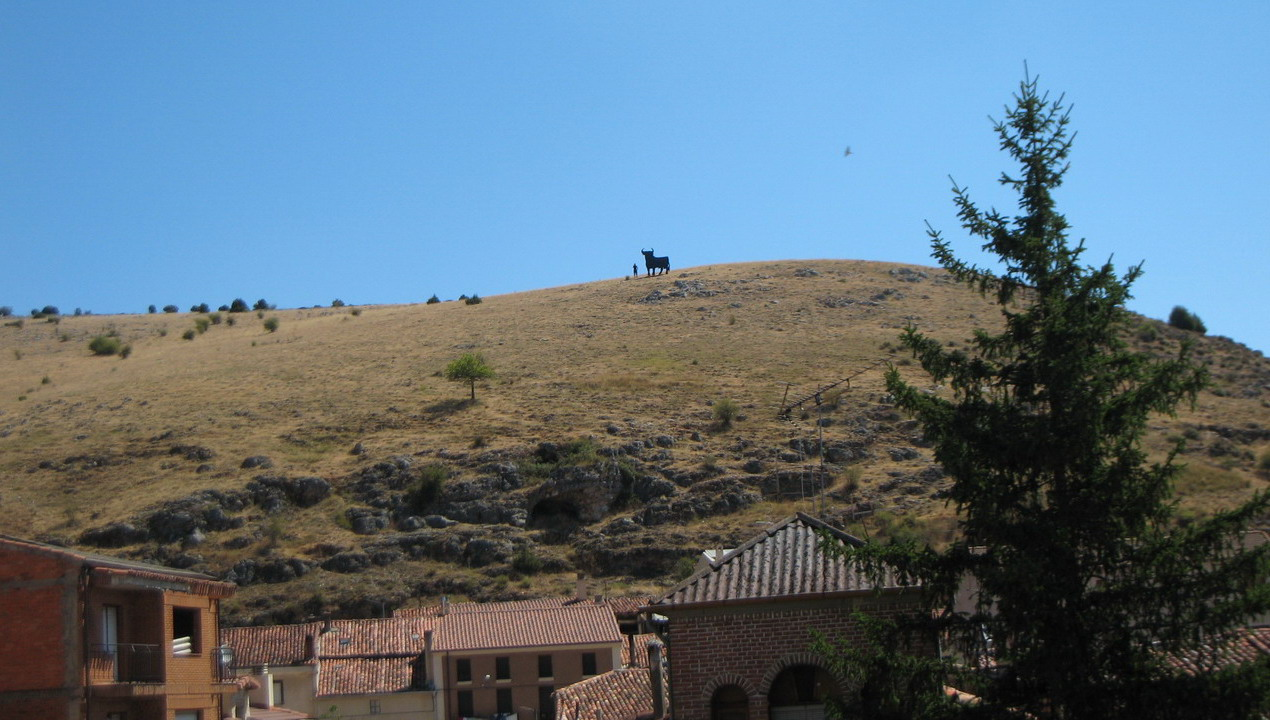
El Toro en el monte de Zarrazuela

En 1992 los habitantes de Huerta de Rey pusieron una reproducción del Toro de Osborne en el monte de Zarrazuela. Este toro se puede ver desde gran parte del pueblo. En 2010 el viento tiró el cartel del toro al suelo.
En septiembre de 2011, antes de las fiestas patronales de la Virgen del Rosario, el Ayuntamiento colocó de nuevo un toro de Osborne como símbolo de la tradición taurina de Huerta de Rey y como homenaje a la gran afición de este pueblo a los toros.

### Nombres raros
Está registrada en el Libro Guinness de récords mundiales por ser el pueblo cuyos habitantes tienen los nombres más raros del mundo, tales como Evilasio, Gláfida, Filadelfo, Walfrido, Hierónides, Filogonio, Sindulfo, Burgundófora, Firmo, Aniceto, Marciana, Alpidia, Ercilio,...
Hay que remontarse a finales del siglo XIX. En aquella época muchas personas tenían los nombres parecidos, lo que causaba problemas con el reparto del correo. Por ello a un secretario del ayuntamiento se le ocurrió echar mano del martirologio romano y los vecinos lo tomaron como una buena solución, con lo que empezaron a bautizar a sus hijos con nombres del martirologio. El 9 de agosto de 2008 se celebró un Encuentro Internacional de Nombres Raros en la localidad.
En 2011, la bebida Aquarius grabó en el pueblo un anuncio publicitario acerca de los nombres raros de sus habitantes.

### Publicaciones
Tiene una revista, El Zarabi, que se publica cuatrimestralmente.

### Fiestas y eventos
- Marzas
- Semana Santa: Viernes Santo (Procesión del Sto. Entierro, La Carrera), Domingo de Resurrección, Procesión del Encuentro (El Ramo de Pascua), Subasta del manto de la Virgen y Rosquillas.
- El Mayo: fiesta de los Quintos, donde se cortan dos pinos Mayos.
- Fiesta de la Virgen de Arandilla: Se celebra en Pentecostés.
- Encuentro Internacional Con Nombre Propio: se celebra en agosto desde 2008.
- Fiestas de la Virgen del Rosario: Se celebran el primer fin de semana de octubre.
- San Pelayo: patrón del pueblo, el 26 de junio.
- Desde 2014 se celebra una representación del paso del Cid por la población.

### Deporte
Orientación
Se ha celebrado varios años en agosto el Raid Huerta de rey, un raid de aventura y orientación en bicicleta de montaña y a pie.
Vía ferrata
Vía ferrata, nivel 2 hasta la subida a la escala que es de nivel 3.

## Hermanamientos
La localidad de Huerta de Rey participa en la iniciativa de hermanamiento de ciudades promovida, entre otras instituciones, por la Unión Europea. A partir de esta iniciativa se han establecido lazos con las siguientes localidades:
|                    | País    |  | Localidad       |
| Bandera de Francia | Francia |  | Pleine-Fougères |
| Bandera de Polonia | Polonia |  | Stęszew         |
| ------------------ | ------- |  | --------------- |